# Graptoclerus signatus
Graptoclerus signatus là một loài bọ cánh cứng trong họ Cleridae. Loài này được Gorham miêu tả khoa học năm 1901.